# Wikimania

Logo da Wikimania 2008

Wikimania é a conferência internacional anual dos colaboradores voluntários dos projectos da fundação Wikimedia realizada deste 2005, com a primeira edição realizada na cidade alemã de Frankfurt (Alemanha), em 2005 com participação de cerca de 400 entusiastas destes projectos.
Projetos como a enciclopédia Wikipédia e, outras wikis de conteúdo livre e código aberto.

## História
Quadro geral de todas as conferências da Wikimania:
| Conferência | Início                                                           | Fim                                                              | Lugar                                                            | Continente                                                       | Ref                                                              |
| ----------- | ---------------------------------------------------------------- | ---------------------------------------------------------------- | ---------------------------------------------------------------- | ---------------------------------------------------------------- | ---------------------------------------------------------------- |
| 2005        | 5 de Agosto                                                      | 7 de Agosto                                                      | Frankfurt, Alemanha                                              | Europa                                                           | [ 1 ] [ 2 ] [ 3 ] [ 6 ]                                          |
| 2006        | 4 de Agosto                                                      | 6 de Agosto                                                      | Cambridge, Massachusetts, Estados Unidos                         | América do Norte                                                 | [ 7 ]                                                            |
| 2007        | 3 de Agosto                                                      | 5 de Agosto                                                      | Taipei, Taiwan                                                   | Ásia                                                             | [ 8 ]                                                            |
| 2008        | 17 de Julho                                                      | 19 de Julho                                                      | Alexandria, Egito                                                | África                                                           | [ 9 ]                                                            |
| 2009        | 26 de Agosto                                                     | 28 de Agosto                                                     | Buenos Aires, Argentina                                          | América do Sul                                                   | [ 10 ]                                                           |
| 2010        | 9 de Julho                                                       | 11 de Julho                                                      | Gdańsk, Polônia                                                  | Europa                                                           | [ 11 ]                                                           |
| 2011        | 5 de Agosto                                                      | 7 de Agosto                                                      | Haifa, Israel                                                    | Ásia                                                             | [ 12 ]                                                           |
| 2012        | 12 de Julho                                                      | 14 de Julho                                                      | Washington D.C., Estados Unidos                                  | América do Norte                                                 | [ 1 ] [ 3 ] [ 13 ] [ 14 ]                                        |
| 2013        | 12 de Julho                                                      | 14 de Julho                                                      | Hong Kong, China                                                 | Ásia                                                             |                                                                  |
| 2014        | 6 de Julho                                                       | 10 de Julho                                                      | Londres, Reino Unido                                             | Europa                                                           | [ 1 ] [ 15 ]                                                     |
| 2015        | 12 de Julho                                                      | 14 de Julho                                                      | Cidade do México, Mexico                                         | América do Norte                                                 |                                                                  |
| 2016        | 21 de Junho                                                      | 28 de Junho                                                      | Esino Lario, Itália                                              | Europa                                                           | [ 16 ]                                                           |
| 2017        | 9 de Agosto                                                      | 13 de Agosto                                                     | Montreal, Quebec, Canadá                                         | América do Norte                                                 | [ 17 ]                                                           |
| 2018        | 20 de Julho                                                      | 22 de Julho                                                      | Cidade do Cabo, África do Sul                                    | África                                                           | [ 18 ]                                                           |
| 2019        | 14 de Agosto                                                     | 18 de Agosto                                                     | Estocolmo, Suécia                                                | Europa                                                           | [ 19 ]                                                           |
| 2020        | Não houve esta edição da Wikimania devido à pandemia de COVID-19 | Não houve esta edição da Wikimania devido à pandemia de COVID-19 | Não houve esta edição da Wikimania devido à pandemia de COVID-19 | Não houve esta edição da Wikimania devido à pandemia de COVID-19 | Não houve esta edição da Wikimania devido à pandemia de COVID-19 |
| 2021        | 13 de Agosto                                                     | 17 de Agosto                                                     | Ambiente virtual                                                 | mundial                                                          | [ 20 ]                                                           |
| 2022        | 11 de Agosto                                                     | 14 de Agosto                                                     | Ambiente virtual                                                 | mundial                                                          | [ 21 ]                                                           |
| 2023        | 16 de agosto                                                     | 19 de agosto                                                     | Singapura, Índia                                                 | Ásia                                                             |                                                                  |
| 2024        | 7 de agosto                                                      | 10 de agosto                                                     | Katowice, Polônia                                                | Europa                                                           | [ 3 ] [ 22 ] [ 23 ]                                              |
| 2025        | 6 de agosto                                                      | 9 de agosto                                                      | Nairobi, Kenya - eventos presenciais e virtuais                  | África                                                           | [ 24 ]                                                           |
| 2026        | 21 de julho                                                      | 25 de julho                                                      | Paris, França - eventos presenciais e virtuais                   | Europa                                                           | [ 25 ]                                                           |

## Edições

### Wikimania 2005
Wikimania foi a primeira conferência internacional, celebrada na cidade alemã de Frankfurt (capital bancária da Alemanha), em Haus der Jugend no período de 4 a 8 de agosto de 2005, Tendo a participação de cerca de 400 entusiastas destes projetos, incluindo o fundador, Jimmy Wales, e os outros membros da direcção/diretoria da Fundação. Que debateram o futuro da enciclopédia on-line e outros projetos irmãos como o Wikitravel e o Wikinews, como a importância da oferta livre do conhecimento para os países em desenvolvimento, e a dificuldade de compartilhar esse conhecimento em outras línguas como o chinês, por exemplo.
Nos quatro dias anteriores à Wikimania (de 1 a 4 de agosto de 2005) se celebraram o "Hacking Days" onde 25 colaboradores de softwares se dedicaram a debater diferentes aspectos técnicos sobre o MediaWiki, sistema usado nos projetos da Wikimedia.
Durante o fim de semana, se celebraram conferências durante todo o dia. Entre os congressistas, destacam-se: Jimmy Wales, Ross Mayfield, Ward Cunningham e, Richard Stallman. A maioria das conferências ocorreram em inglês, mas algumas foram realizadas em alemão.
O evento foi patrocinado (entre outros) por: Answers.com, SocialText, Sun Microsystems, DocCheck, Logos Group.

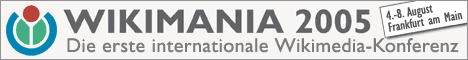
Banner da primeira edição em 2005

### Wikimania 2006
A segunda Wikimania foi celebrada no Contro Berkman de Internet e Sociedade da Escola de Direito de Universidade de Harvard (Harvard Law School's Berkman Center for Internet & Society) em Cambridge, Massachusetts (Estados Unidos), de 4 a 6 de agosto de 2006. Assistiram ente 400 e 500 pessoas.

Entre os congressistas estavam Jimmy Wales, Lawrence Lessig, Brewster Kahle, Yochai Benkler, Mitch Kapor, Ward Cunningham e David Weinberger.

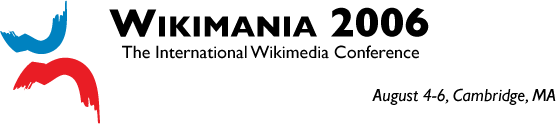
2006

### Wikimania 2007

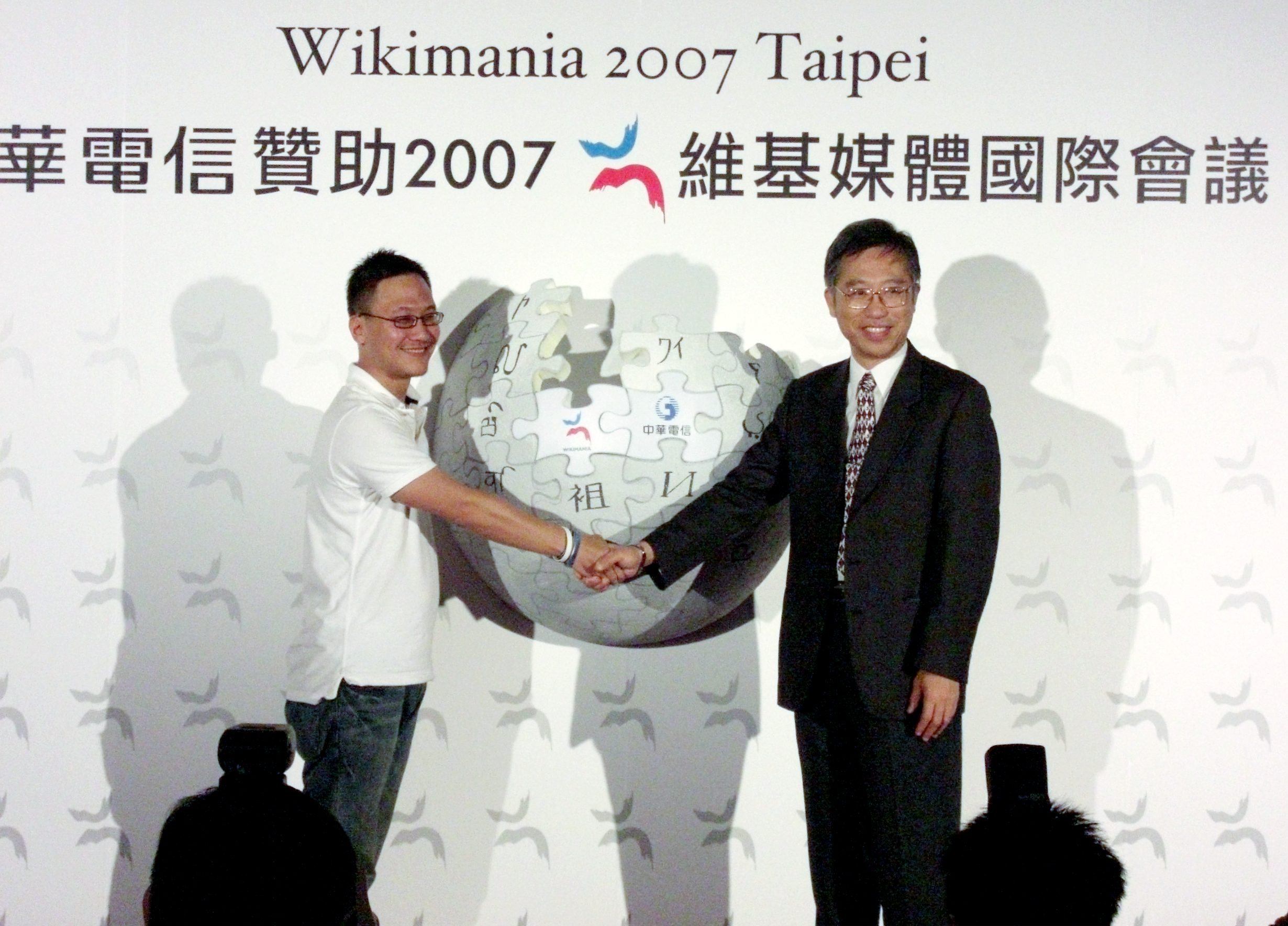
2007

A Wikimania 2007, a terceira conferência anual internacional da Wikimedia, aconteceu entre os dias 3 a 5 de agosto de 2007 em Taipei, Taiwan no Chien Tan Overseas Youth Activity Center (CTOYAC) Chien Tan Overseas Youth Activity Center (CTOYAC).

### Wikimania 2008
A Wikimania 2008 aconteceu em Alexandria, Egito na famosa Biblioteca de Alexandria.

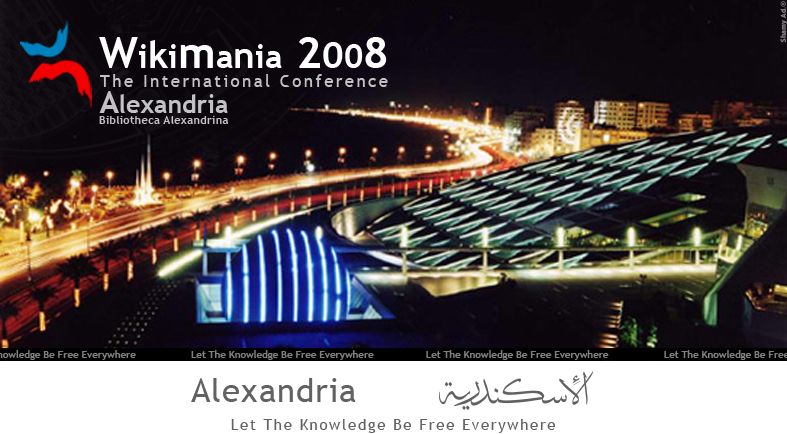
2008

### Wikimania 2009
Wikimania 2009 aconteceu em Buenos Aires, Argentina. A escolha final ficou entre Buenos Aires e Toronto. Brisbane e Karlsruhe submeteram propostas oficiais, mas depois desistiram de concorrer.

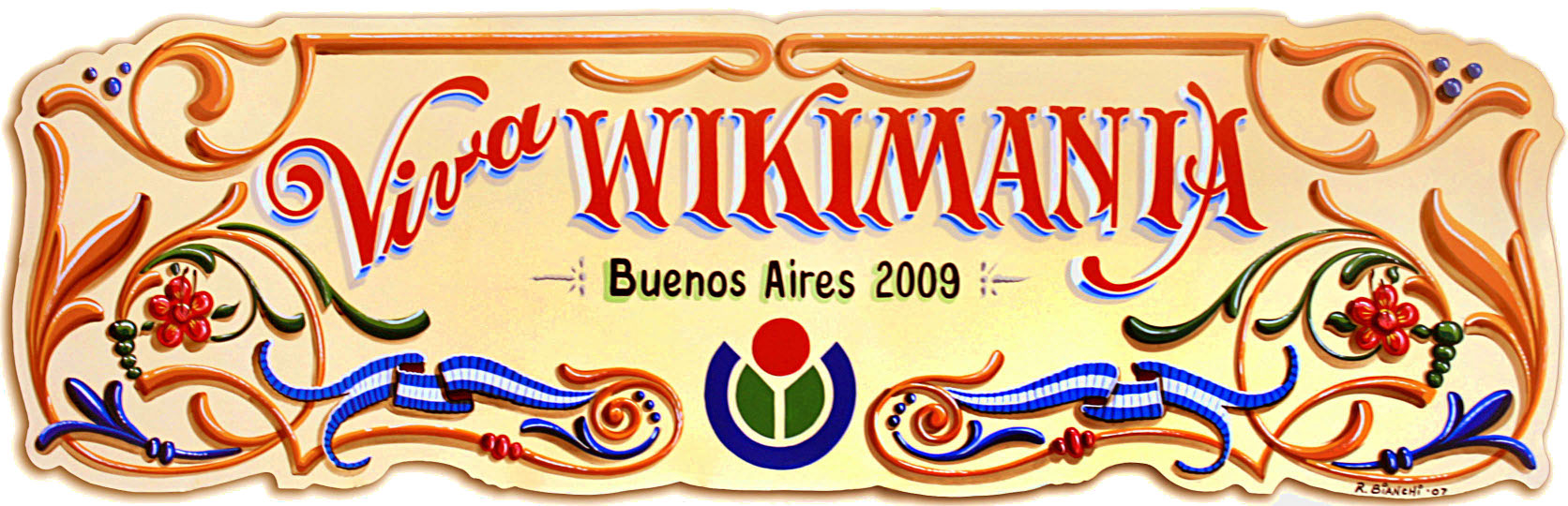
2009

### Wikimania 2010

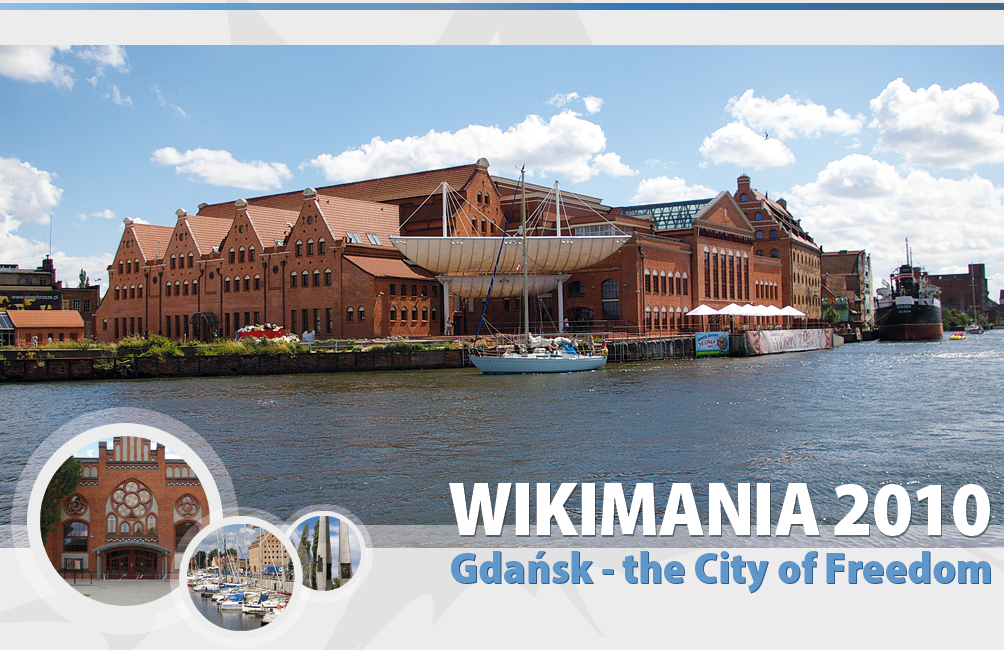
2010

Wikimania 2010 foi realizada nos dias 09 a 11 de julho na Polish Baltic Philharmonic, em Gdańsk, Polônia. As propostas de Amsterdam e de Oxford perderam por pequena margem. No primeiro dia da Wikimania 2010, houve o encerramento da conferência acadêmica WikiSym. É a segunda vez Wikimania foi realizada na Europa.
Na conferência, Sue Gardner, diretora executiva da Wikimedia Foundation, disse que o objetivo da fundação foi a crescer o número de visitantes aos sites da Wikimedia de 371 milhões para 680 milhões por mês, nos próximos cinco anos.

### Wikimania 2011

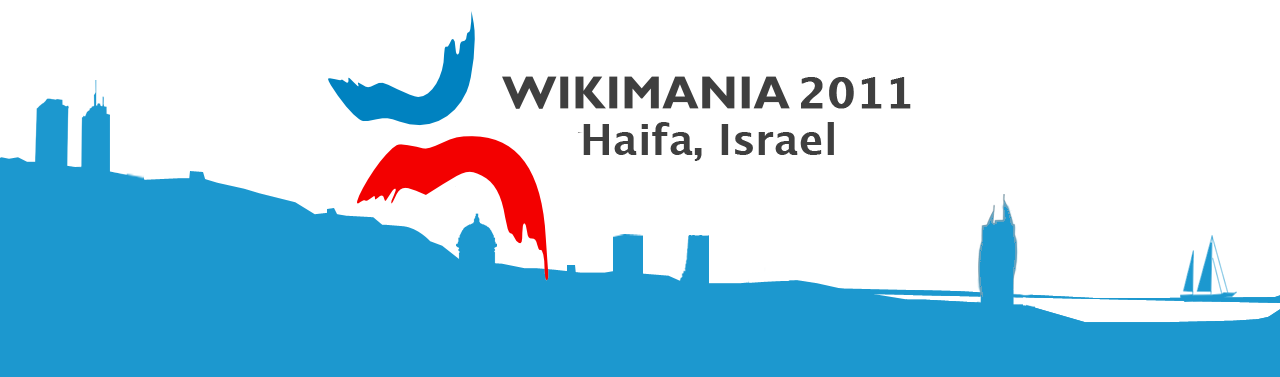
2011

Wikimania 2011 será realizada nos dias 4 a 7 de agosto de 2011, na cidade israelita Haifa.

### Wikimania 2012
Wikimania 2012 aconteceu entre 12 e 15 de julho na Universidade George Washington na cidade estadunidense de Washington. Contou com mais de 1400 participantes de 87 países. Além disso, o Departamento de Estado dos Estados Unidos, em parceria com a Wikimania 2012, promoveu uma conferência chamada Tech@State:Wiki.Gov, que teve como foco o "conhecimento colaborativo e o uso de wikis no setor público".

### Wikimania 2013
Wikimania 2013 aconteceu entre 7 e 11 de agosto na Universidade Politécnica de Hong Kong. A festa de boas-vindas do evento ocorreu no edifício mais alto da cidade, no Centro Comercial Internacional.

### Wikimania 2014
A concorrência de candidaturas para a Wikimania 2014 foi aberta oficialmente em dezembro de 2012. Londres foi a cidade escolhida, em março de 2013, para abrigar o evento; apenas Arusha (Tanzania) apresentara outra candidatura. A conferência aconteceu entre 8 e 10 de agosto de 2014 no Barbican Centre.

### Wikimania 2015
A Wikimania 2015, a décima primeira edição da Wikimania, foi realizada de 15 a 19 de julho de 2015 no Hotel Hilton Mexico City Reforma, na Cidade do México, no México.
Outras cidades candidatas foram: Arusha, do norte da Tanzânia; Bali, uma província da Indonésia; Cidade do Cabo, na África do Sul; Dar es Salaam, na Tanzânia; Esino Lario, província de Lecco, Lombardia, Itália e Monastir, na Tunísia. Cidade do México foi selecionada em abril de 2014.
O local principal foi o Hotel Hilton Mexico City Reforma. A entidade organizadora foi Wikimedia México, A.C., o capítulo local mexicano que representa os interesses e objetivos da Wikimedia Foundation.

### Wikimania 2016
Wikimania 2016, a décima segunda conferência da Wikimania, ocorreu de 24 a 26 de junho de 2016, com eventos periféricos de 21 a 28 de junho, na aldeia montanhosa de Esino Lario, na Itália. É o primeiro local para a Wikimania que não é uma cidade grande. Durante o evento, foi anunciado que a diretora executiva interina da Fundação Wikimedia, Katherine Maher, foi nomeada permanentemente.

### Wikimania 2017
Wikimania 2017, a décima terceira conferência da Wikimania, foi realizada no hotel Le Centre Sheraton em Montreal, Quebec, Canadá, de 9 a 13 de agosto de 2017. O evento ocorreu no Canadá durante seu aniversário sesquicentenário e em Montreal durante seu aniversário de 375 anos. Os dois primeiros dias incluíram a WikiConference North America.

### Wikimania 2018
Wikimania 2018, a décima quarta conferência da Wikimania, foi realizada na Universidade da Cidade do Cabo na Cidade do Cabo, África do Sul, de 20 a 22 de julho de 2018.